# 長野県道277号河鹿沢西条停車場線
長野県道277号河鹿沢西条停車場線（ながのけんどう277ごう かじかさわにしじょうていしゃじょうせん）は、長野県東筑摩郡筑北村を走る一般県道。

## 概要

### 路線データ
- 起点：東筑摩郡筑北村大字大沢新田字河鹿沢（国道143号交点）
- 終点：篠ノ井線西条駅

## 接続・交差する道路
- 国道143号
- 国道403号
- 長野県道303号会田西条停車場線

## 周辺
- 東条ダム
- 日本ウェルネス長野高等学校
- 西条駅